# Hero's Come Back!!
Hero's Come Back!! è un brano musicale interpretato dal gruppo giapponese nobodyknows+, pubblicato il 25 aprile 2007 come loro ottavo singolo del gruppo. Il brano è stato utilizzato come prima sigla di apertura dei primi trenta episodi dell'anime Naruto Shippuden. Il singolo è arrivato alla diciassettesima posizione della classifica Oricon dei singoli più venduti in Giappone.

## Tracce
CD singolo AICL-1822
1. Hero's Come Back!!
2. Ca Latte
3. Oh Happy Days
4. Hero's Come Back!! -instrumental-

Durata totale: 17:37

## Classifiche
| Classifica (2004) | Posizione massima |
| ----------------- | ----------------- |
| Giappone (Oricon) | 17                |